# Rödhuvad blånäbb
Rödhuvad blånäbb (Spermophaga ruficapilla) är en fågel i familjen astrilder inom ordningen tättingar.

## Utseende och läte
Rödhuvad blånäbb är en vacker astrild men en massiv, konformad näbb. Hanen är svart på buken, honan fläckad, och båda könen har som namnet avslöjar rött huvud. Arten är lik rödgumpad blånäbb, men skiljs på helrött huvud. Hanen liknar hane svartbukig astrild, men har svart stjärt och rödblå näbb, ej helblå. Bland lätena förekommer dämpade "schpit" och en sällan hörd visslande sång.

## Utbredning och systematik
Rödhuvad blånäbb delas in i två underarter med följande utbredning:
- S. r. ruficapilla– norra Angola till södra Sydsudan, Uganda, västra Kenya och västra Tanzania
- S. r. cana – nordöstra Tanzania (Usambara)

## Levnadssätt
Rödhuvad blånäbb hittas i regnskog, galleriskog, buskmarker och ungskog. Den påträffas vanligen i par eller smågrupper i områden med tät undervegetation och oftast inslag av gräs.

## Status och hot
Arten har ett stort utbredningsområde, men tros minska i antal, dock inte tillräckligt kraftigt för att den ska betraktas som hotad. Internationella naturvårdsunionen IUCN listar arten som livskraftig (LC).